# والاس آلمیدا
والاس آلمیدا (پرتغالی: Walace Almeida؛ زادهٔ ۱۵ مارس ۲۰۰۱ )  بازیکن فوتبال اهل برزیل است که در پست هافبک می‌کند.